# 孟买文化
孟买是印度人口数量最高的城市，也是印度的文化和经济中心之一，拥有独特的文化。它是全印度最自由化和最国际化的城市，在其他许多城市视为禁忌的事物在此都能接受。许多孟买人住在火车站附近，因为他们每天要花许多时间上下班，生活往往非常紧张，没有时间从事其它活动。

## 语言
孟买的官方语言是马拉地语，是市内42%居民的母语。由于市内有许多外地迁移进来的人，它成为印度的一个大熔炉。这导致了本地方言印地语方言的形成。这个预言反映出市内来自不同地区的人。宝莱坞电影中经常描述这个方言。

## 饮食

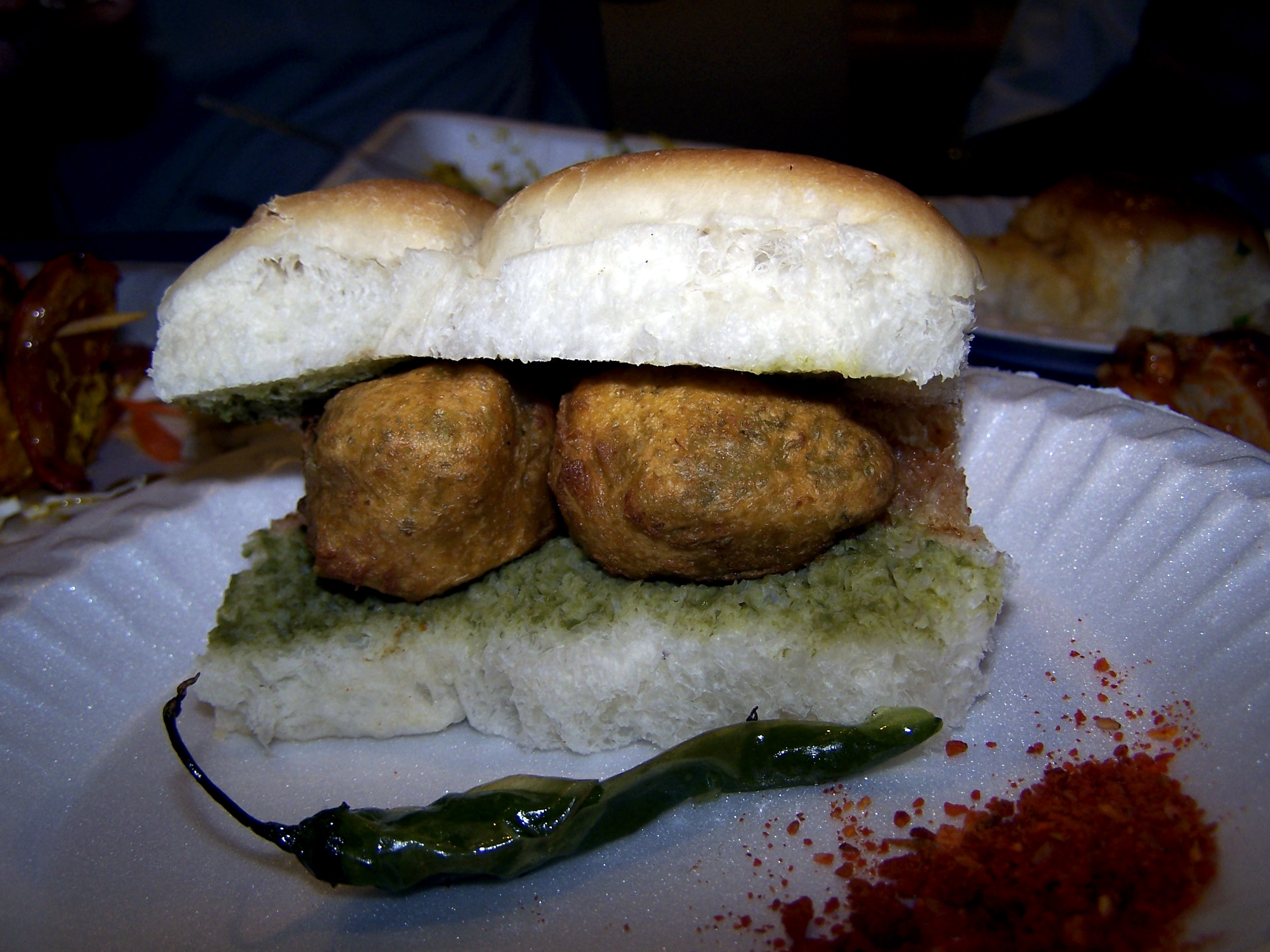

大都会区有它自己的当地路边快餐口味，包括（蓬松面包劈开一半，填入锅贴）和（爆米花混合物）、panipuri（油炸crêpe 和罗望子和扁豆调味料）、pav bhaji（蓬松面包加上油炸蔬菜）Vada pav 和 pav bhaji 在印度很受游客欢迎。印度南部菜和中国菜非常普遍.旁遮普、康坎等地的菜馆也不少。除此之外市内还有黎巴嫩、朝鲜、泰国、意大利和墨西哥菜馆。
孟买还拥有一些印度最老字牌的知名餐馆。
茶和咖啡在孟买是最受欢迎的饮料。几乎所有街道角落上都有卖茶的小铺。其它受欢迎的饮料有果汁和椰汁。伊朗咖啡馆是孟买国际性的标志之一。

## 音乐
孟买的音乐非常多样化。马拉地克里斯人的歌是当地的原始音乐，今天在许多沿海地区依然能够听到它原来的演唱模式，但是在流行音乐重混中也有使用。大量移民也带来了他们自己的印度和国际烹饪、音乐、电影和文学方面的口味。宝莱坞音乐是市内许多商店和出租车里能够听到的最普及的音乐。
英语音乐也很普及，市内的当地英语摇滚乐成长相当可观。国际音乐也有许多爱好者。碧昂絲·諾利斯、布莱恩·亚当斯、鐵娘子樂團、和安立奎·伊格萊西亞斯在市内很热门，有时在排榜时比宝莱坞还要朝前。在孟买和浦那摇滚乐工业非常活跃。孟买的和浦那的浦那胡士托是当地最大的摇滚乐音乐会，许多蒙买摇滚乐乐队参加。

## 节日
许多孟买居民即庆祝西方节日也庆祝印度节日。所有社群和宗教都有庆祝和节日。市内最普及的节日包括屠妖節、胡里节、圣诞节、难近母节、穆哈兰姆月、甘尼许节、基督受難日、開齋節、杜尔加女神节和湿婆诞辰节。其中甘尼许节是市内最大的节日。市民在家里摆放甘尼许神像，有摆放1.5天、3天、5天、7天或者11天的。然后在多彩和喧闹的游行后把它沉到海里。这个节日是保·甘加达·提拉克创办的，其目的是为了团结所有的印度人民。这个节日主要是一个马拉地节日，但是几乎所有孟买人都多少参加。每年盛夏孟买还举行一次骄傲游行。

## 建筑
2004年，孟买被联合国教科文组织授予两项世界文化遗产：贾特拉帕蒂·希瓦吉终点站和象岛石窟。孟买海滨大道上有一些极美的1920和30年代装饰艺术运动风格建筑。在英国殖民时期印度撒拉逊是孟买的官方建筑风格。孟买南区有一些这样风格的大型建筑，其中包括贾特拉帕蒂·希瓦吉终点站、孟买市政大厦和印度门。该市还拥有印度大部分的高层建筑。
孟买还有一些被称为的特殊住房。这些住房是过去当地棉花处理工业昌盛时期的遗迹。当时周围农村和印度其它地区有许多人到孟买来做工人，住在这样的房子里。今天孟买大多数住房还是这样的房子。孟买文化有很大程度是由这些住房影响下形成的。这些住房只有很小的空间，孩子们必须在外面的走廊里玩耍。

## 电影

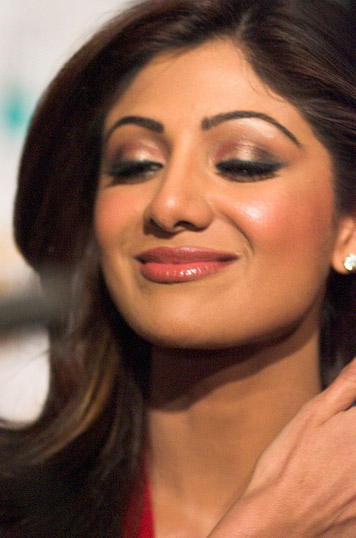
宝莱坞女明星希尔帕·谢蒂

孟买是印度电影的诞生地，印度的第一部电影是1896年在今天的孟买市区里拍的。起初是无声电影，后来在20世纪初加上了马拉地语对话，最古老的电影配音。孟买还以大量的电影院自豪，包括亚洲最大的IMAX圆顶剧院，唱主角的是宝莱坞、马拉地语和好莱坞电影。许多电影节会热闹整整一年。市内还保存了许多老电影院。但是近年来由于州政府的税收政策运行大型影院比较赚钱，因此许多电影院改为大型。
孟买的一些电影制片厂是南亚最好的。拉吉·卡浦爾制片厂等制作了众多商业上很成功的影片。

## 剧院和美术馆
孟买还拥有繁荣兴旺的戏剧传统（包括当地语言和英语），有不同的戏剧和文化表演。
当代艺术在政府投资的美术馆和私人商业美术馆中都得到很好的表现。该市有两个美术馆：贾汗季美术馆和现代艺术国家美术馆。孟买亚洲文会建于1833年，是该市最古老的公共图书馆。最著名的博物馆是威尔士亲王博物馆和甘地博物馆。
大多数商业性艺术馆位于孟买市中心。
孟买是印度性工作者人数最多的城市之一。尽管卖淫非法，孟买仍然拥有世界上最大、最密集的红灯区之一——卡马提普拉。